# Sigara lineata
Sigara lineata är en insektsart som först beskrevs av Forster 1771.  Sigara lineata ingår i släktet Sigara och familjen buksimmare. Inga underarter finns listade i Catalogue of Life.